# Olympia-Stadion
Das Olympia-Stadion befindet sich in der oberschwäbischen Kleinstadt Laupheim. Das im Jahre 1927 erbaute Stadion ist nach dem Namen des Sportvereins FV Olympia Laupheim benannt.
Das Stadion fasst rund 4000 Zuschauer, auf der überdachten Haupttribüne, die im Jahre 1966 errichtet wurde, gibt es 800 Sitzplätze, die übrige Stadionbegrenzung besteht aus Stahlrohrgeländern. Unter der Tribüne ist eine Kleinturnhalle untergebracht. Die Vereinsgaststätte und die Geschäftsstelle befinden sich ebenfalls am Stadion.
Der Besucherrekord wurde am 24. August 2004 aufgestellt, als mittels zweier Stahlrohr-Zusatztribünen 11.000 Zuschauer im Stadion Platz fanden, als der FV Olympia Laupheim, damals fünftklassiger Verbandsligist, den FC Bayern München in einem Freundschaftsspiel mit 2:0 besiegte.
Mit dem SBC-Cup/Osterturnier findet seit 1964 einmal im Jahr ein stark besetztes internationales A-Jugend Turnier im Stadion statt, das u. a. schon europäische, südamerikanische und asiatische Spitzenjugendteams nach Laupheim lockte.